# Вооружённые силы Туркменистана
Вооружённые силы Туркмениста́на (туркм. Türkmenistanyň Ýaragly Güýçleri) — совокупность военных сил (ВС) Туркменистана. Включает в себя органы управления, сухопутные войска, военно-воздушные силы и войска противовоздушной обороны, военно-морской флот и другие (госпогранслужба и так далее) формирования.
Численность ВС составляет ориентировочно 36.5 тысяч человек (2016 год). Расходы на оборону достигают, по официальным данным, почти 300 млн долл. (примерно 3,4 % ВВП). По данным на 2009 год — свыше 400 млн долларов США. На первом этапе после получения независимости вооружённые силы функционировали по русско-советскому образцу, используя доставшиеся от СССР вооружение и военную технику. Затем в основу концепции строительства вооружённых сил был положен нейтральный статус Туркменистана. Туркменские власти пошли по пути формирования малочисленных, но боеспособных ВС, достаточной для защиты государственной целостности и национального суверенитета от возможной агрессии, поэтому несмотря на провозглашённый нейтральный статус Туркменистана, ВС оснащены современными видами вооружения, в первую очередь ВВС и ВМФ на Каспии.
Вооружённые силы состоят в основном из призывников.

## Общая информация

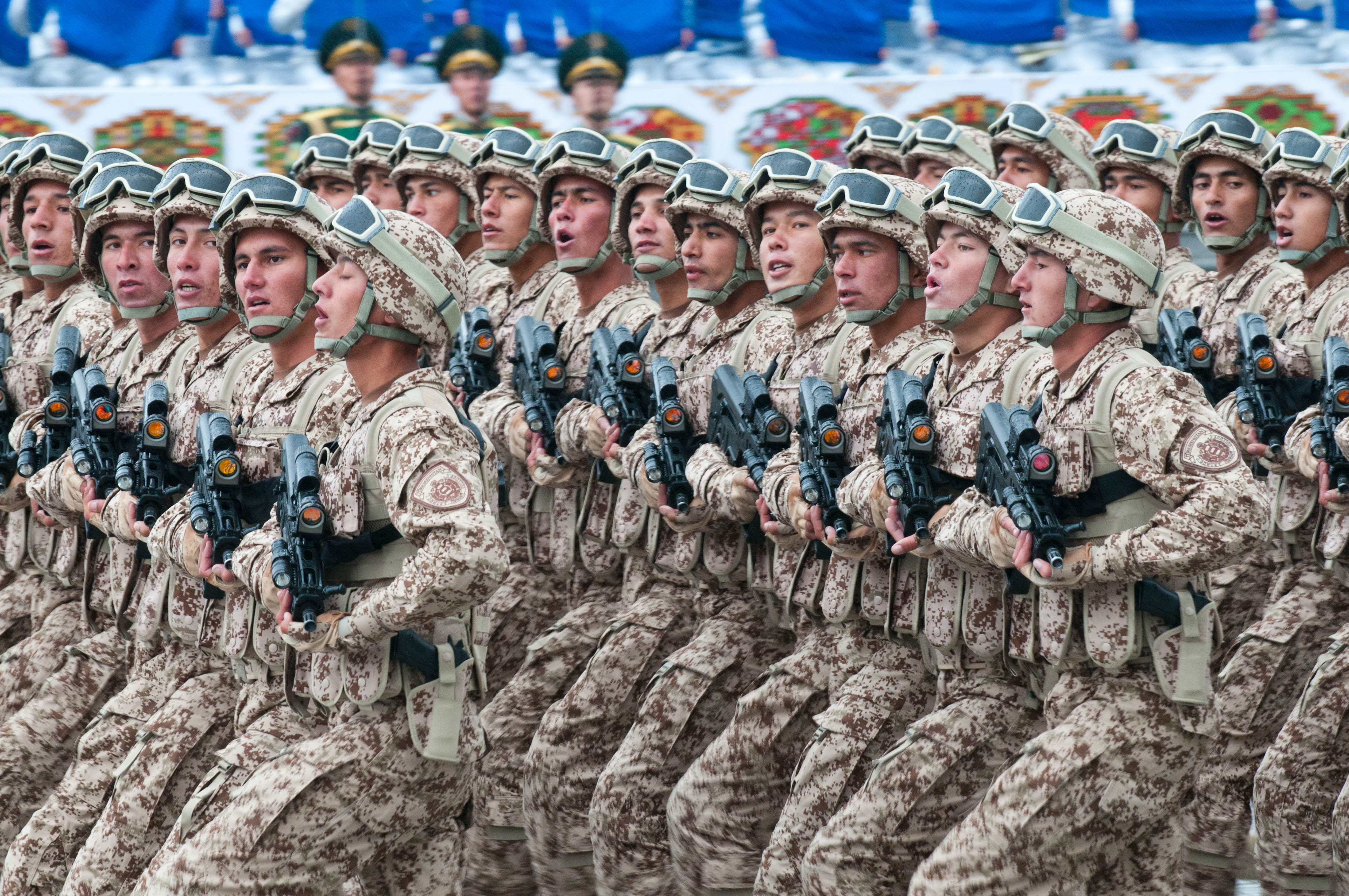
Военнослужащие ВС Туркменистана.

Вооружённые силы Туркменистана размещены по территориальному принципу, в соответствии с количеством областей. На сегодняшний день в республике действуют 2 сухопутных военных округов. В республике начата трансформация советской структуры дивизий в бригады, и в настоящее время сухопутные войска имеют смешанную структуру, данный процесс идёт медленно. Основными направлениями стратегии развития вооружённых сил Туркменистана являются:
— переоснащение и модернизация вооружения и военной техники вооружённых сил;
— повышение профессионализма военнослужащих через регулярно проводящиеся масштабные тактические учения и стрельбы;
— обучение личного состава обращению с оружием нового поколения;
— поддержание в постоянной боевой готовности частей и подразделений вооружённых сил (имеется в виду ВВС Туркменистана).

## Виды ВС

### Сухопутные войска Туркменистана
Самыми оснащёнными и мобильными, а соответственно, и боеспособными частями являются артиллерийские и танковые. На вооружении этих частей и подразделений состоит до 650 танков Т-72, более 1000 БМП и БТР и около 500 единиц артиллерии калибром свыше 100 мм. В последнее время Туркменистан значительно усиливает свои пограничные силы. В конце 2001 года на территории республики создано 3 новых погранотряда. Один дислоцирован на границе с Казахстаном на северо-западных рубежах. Второй — в районе г. Керки, где проходит граница с Афганистаном. Третий, Койтендагский отряд разместился на юго-востоке, на пересечении афгано-узбекской и туркменской границ. Этому отряду достался самый тяжелый и пересечённый участок границы. Формирование новых погранотрядов вполне оправданно, так как у Туркменистана довольно большая протяжённость внешних границ.
В рамках модернизации системы ПВО сухопутных войск у Украины были закуплены новейшие радиолокационные станции «Кольчуга», способные незаметно для аппаратуры слежения противника обнаруживать надводные, воздушные и наземные цели. Стоит отметить также тот факт, что Туркменистан — единственная из стран СНГ, не подписавшая соглашение о мерах по контролю за распространением переносных зенитно-ракетных комплексов («Игла», «Стрела» и других) в странах Содружества.

### Военно-воздушные силы и войска ПВО
После раздела Краснознамённого Туркестанского военного округа ВС СССР между независимыми государствами ЦА на долю Туркменистана пришлась крупнейшая в Средней Азии авиационная группировка, дислоцированная на двух крупных базах — под Мары и Ашхабадом. Численность ВВС на конец 2000 года составляла 3000 человек. На вооружении ВВС находятся до 250 вертолётов и самолётов различных систем.

Флаг ВВС ВС Туркменистана.

За годы независимости были приняты меры по дальнейшему укреплению потенциала ВВС и ПВО, в частности, Грузия модернизировала для Туркменистана 43 военных самолёта и 8 вертолётов (в том числе 22 штурмовика Су-25 за более чем $ 22 млн.); кроме того, Туркменистан приобрёл у Грузии два бывших в употреблении боевых самолёта.
Но тем не менее ВВС имеет очень скромные возможности, так как большая часть самолётов в стране получено в наследство от Советского Союза, при этом не были сохранены, а существенных новых закупок не произведено. Существовали планы по укреплению прибрежных морских силы в 2015 году, что привело к умеренному улучшению присутствия в Каспийском море.

### Военно-морской флот

Флаг ВМС ВС Туркменистана.

Военно-морской флот Туркменистана на данный момент подчинён командованию пограничных войск. Главная база флота располагается в порту Туркменбаши (бывший Красноводск). В местечке Келиф на Амударье располагается небольшая база речной флотилии. Численность состава флота вместе с береговыми службами — до 2000 человек.
В 2002 году на вооружение сил береговой охраны на Каспии поступили десятки новых патрульных катеров, приобретённых у Украины, в основном «Калкан-М» и «Гриф-Т». В 2003 году Иран на весьма выгодных условиях передал Туркменистану в долгосрочную аренду семь катеров береговой охраны. Кроме того, в рамках сотрудничества с США на вооружение ВМФ Туркменистана поступил патрульный катер типа Point Jackson. Россия передала два патрульных катера типа «Соболь».
В 2011 году на вооружение ВМФ Туркменистана были приняты 2 ракетных катера проекта 12418.
В 2010 году Туркменистан заказал ударные ракетные комплексы «Уран-Э» на сумму $ 79,8 млн. Первая партия туркменского заказа была поставлена в 2011—2012 годах. Ашхабад на 2014 год дополнительно заказал этого вооружения примерно на сумму $ 40 млн Это ракеты с дальностью поражения 130—260 км.
В феврале 2012 года в Ашхабаде на выездном заседании Государственного совета безопасности Туркменистана была озвучена информация о строительстве первого корабля на судостроительном и судоремонтном предприятии Государственной пограничной службы Туркменистана. Погранично-сторожевой корабль «Аркадаг». Это экспортный вариант турецких сторожевых катеров NTPB (водоизмещение — 400 т, размеры — 55,75х8,85х2,5 м, скорость 25 уз.; вооружение — одна спаренная 40-мм артустановка в носовой части корпуса и два 25-мм автомата по бортам за рубкой). Всего будет введено в строй восемь таких пограничных кораблей.
Полевая форма офицера ВМС Туркменистана — шестицветный пустынный камуфляж.
Тем не менее, на данный момент туркменский ВМФ остаётся самым слабым на Каспии по сравнению с военно-морским потенциалом других прикаспийских государств.

## Военная служба
Согласно статье 41 Конституции Туркменистана, защита Туркменистана — это священный долг каждого гражданина.
Граждане Туркменистана, отказывающиеся от военной службы по призыву в силу своих религиозных убеждений, могут проходить службу в лечебных учреждениях на должностях младшего и обслуживающего персонала, что установлено постановлением президента Туркменистана № 2482 от 2 февраля 1996 года «О создании в Вооружённых силах Туркменистана санитарно-технических подразделений».

## Нейтралитет

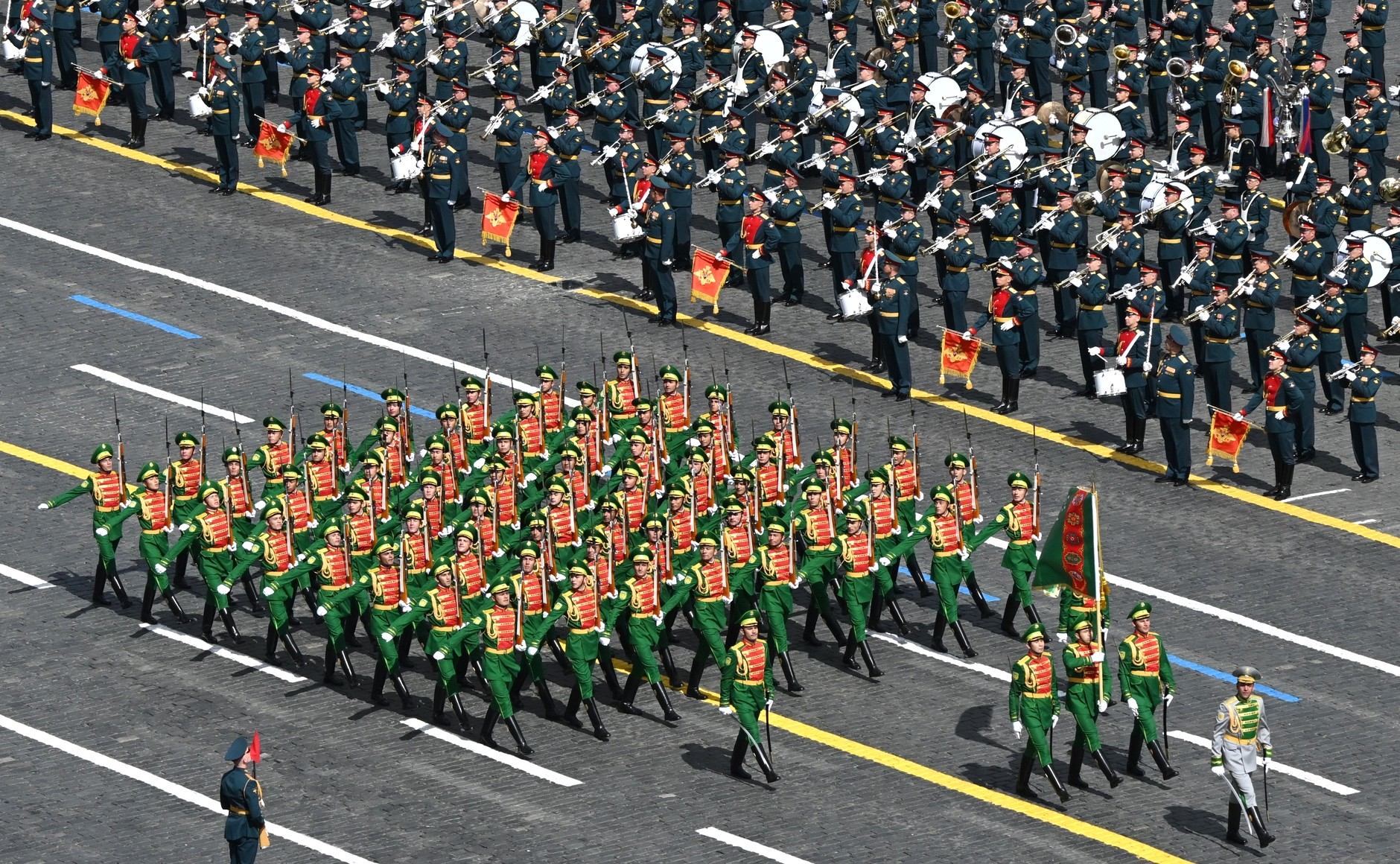
Военнослужащие Туркменистана на Параде Победы 2025 года в Москве

Туркменистан является фактически наиболее нейтральным из всех государств на бывшей территории СССР. Туркменистан не подписывал Договор о коллективной безопасности, не входит в НАТО и ШОС. Подчёркнуто нейтральную политику вёл Туркменистан и в отношении афганской войны, поддерживая ровные отношения как с талибами, так и с Северным альянсом. Даже после терактов 11 сентября 2001 года войска союзников так и не появились на территории республики, в частности, Ниязов отказал правительству Германии в предоставлении базы для немецких самолётов, аргументировав свою позицию тем, что республика намерена и дальше следовать принципам нейтралитета.